# Rhipidomys couesi
Rhipidomys couesi (J. A. Allen & Chapman, 1893) è un roditore della famiglia dei Cricetidi diffuso nell'America meridionale.

## Descrizione

### Dimensioni
Roditore di medie dimensioni, con la lunghezza della testa e del corpo tra 150 e 210 mm, la lunghezza della coda tra 161 e 209 mm, la lunghezza del piede tra 29 e 32 mm, la lunghezza delle orecchie tra 21 e 28 mm.

### Aspetto
La pelliccia è corta e ruvida. Le parti dorsali variano dal giallastro al bruno-rossastro vistosamente striato di marrone scuro o nerastro, mentre le parti ventrali sono bianche o giallo crema talvolta con la base dei peli grigia. I piedi sono relativamente lunghi e larghi con una macchia scura sul dorso che si estende fino alla base delle dita. La coda è lunga circa quanto la testa ed il corpo, è uniformemente scura, ricoperta di grosse scaglie, cosparsa di corti peli marroni scuri o bruno-rossastri e termina con un grosso ciuffo di peli. Il cariotipo è 2n=44 FN=48 o 50.

## Biologia

### Comportamento
È una specie arboricola.

### Alimentazione
Si nutre di semi.

## Distribuzione e habitat
Questa specie è diffusa nella cordigliera orientale andina della Colombia, nel Venezuela settentrionale e sulle isole di Trinidad e Margarita.
Vive nelle foreste pluviali e nelle piantagioni fino a 1.000 metri di altitudine.

## Conservazione
La IUCN Red List, considerato il vasto areale, la popolazione presumibilmente numerosa la tolleranza a diverse modifiche ambientali e la presenza in diverse aree protette, classifica R.couesi come specie a rischio minimo (Least Concern).